# ホホスジベラ
ホホスジベラ(学名：Xiphocheilus typus)は、ベラ科Xiphocheilus属の海水魚。トロール漁業で漁獲される。
標準和名は日本産の個体ではなく、南シナ海からトロール漁業で得られた個体に基づいて命名された。属の和名は提唱されていない。

## 特徴
体長は14 cm程。一見モチノウオの仲間のように見えるが、側線が中断しない(モチノウオ属などでは中断する)。背鰭棘条数は12棘条で、Julinaeよりも多い。頬には3列の鱗があり、頭部には顕著な淡紫色線がある。両顎の犬歯は前方に突き出す。

## 分布
南シナ海～インドネシア、北西オーストラリア沿岸。タイプ産地はインドネシアのニアス島である。日本においては標本は採集されていないが、水中写真が鹿児島県加計呂麻島から得られている。

## 生態
水深15 - 85mのやや深い場所に生息し、砂底や礫地、サンゴ礁で見られる。単独または小さな群れで生活し、繁殖期にはペアリングを行う。